# Simon Terodde
Simon Terodde (* 2. März 1988 in Bocholt) ist ein ehemaliger deutscher Fußballspieler. Der Stürmer wurde hauptsächlich beim MSV Duisburg ausgebildet und machte dort seine ersten Schritte im Profifußball. Für die Duisburger, den 1. FC Union Berlin, VfL Bochum, VfB Stuttgart, 1. FC Köln, Hamburger SV und FC Schalke 04 absolvierte er 311 Spiele in der 2. Bundesliga, in denen er 177 Tore erzielte. Damit ist Terodde der Rekordtorschütze der 2. Bundesliga. Darüber hinaus wurde er vier Mal (2016, 2017, 2019, 2022) und somit am häufigsten Zweitligatorschützenkönig. Mit seinen Toren führte er den VfB Stuttgart (2017), 1. FC Köln (2019) und FC Schalke 04 (2022) jeweils als Zweitligameister zum Aufstieg in die Bundesliga. In der höchsten deutschen Spielklasse erzielte Terodde in 90 Spielen 15 Tore.

## Karriere

### Anfänge und Profi beim MSV Duisburg
Terodde begann im Alter von 5 Jahren beim SV Krechting mit dem Fußballspielen, bei dem er in der F-Jugend (U9) von seinem Vater trainiert wurde. Über den VfL Rhede und 1. FC Bocholt wechselte er später in die Jugendabteilung des MSV Duisburg. Nach dem Realschulabschluss absolvierte er parallel eine Berufsausbildung zum Industriemechaniker. In der Saison 2004/05 kam der B1-Junior (U17) gegen Ende der Spielzeit bereits zu 2 Einsätzen für die A-Junioren (U19) in der A-Junioren-Bundesliga, konnte den Abstieg der Mannschaft in die A-Junioren-Regionalliga mit einem Tor aber nicht mehr verhindern. In der Saison 2005/06 gehörte Terodde fest der U19 an, mit der er den direkten Wiederaufstieg in die A-Junioren-Bundesliga schaffte. In der Saison 2006/07, seinem letzten Jahr bei den Junioren, wurde Terodde mit 21 Toren in 24 Einsätzen Torschützenkönig der West-Staffel.
Zur Saison 2007/08 rückte der 19-Jährige in den Profikader auf, kam aber aufgrund eines Meniskusrisses zu keinem Einsatz in der Bundesliga. Stattdessen kam er ab März 2008 zu 7 Einsätzen für die zweite Mannschaft in der viertklassigen Oberliga Nordrhein, in denen er 5 Tore erzielte.
Nach dem Abstieg der Profimannschaft in die 2. Bundesliga kam Terodde in der Saison 2008/09 zu 2 Einsätzen. Daneben spielte der Stürmer in der ersten Saisonhälfte 13 Spiele für die zweite Mannschaft in der fünftklassigen NRW-Liga und erzielte 7 Tore.

### Über Düsseldorf nach Köln
Anfang 2009 verlängerte Terodde seinen Vertrag beim MSV Duisburg bis 2010. Um Spielpraxis zu sammeln, sollte er an einen Drittligisten ausgeliehen werden. Zunächst absolvierte er ein Probetraining beim 1. FC Union Berlin, welches er krankheitsbedingt abbrechen musste. Später wurde er an Fortuna Düsseldorf verliehen. Dort kam er aufgrund einer schweren Verletzung bis zum Ende der Saison 2008/09 nur zu acht Einsätzen, in denen er ein Tor erzielte. Als Vizemeister hinter Union Berlin stieg er mit seiner Mannschaft in die 2. Bundesliga auf.
Im Juli 2009 unterschrieb er einen Vertrag über zwei Jahre beim 1. FC Köln, für den er zunächst in der Regionalliga West in der FC-Reserve zum Einsatz kommen sollte. Zu seinem Debüt in der ersten Mannschaft kam er am 26. Oktober 2010  im DFB-Pokal unter Kölns neuem Trainer Frank Schaefer, der Terodde zuvor auch schon bei den Amateuren trainiert hatte. In der Liga absolvierte er 5 Partien für die Kölner, davon 4 als Einwechselspieler kurz vor Schluss.

### Durchbruch bei Union Berlin

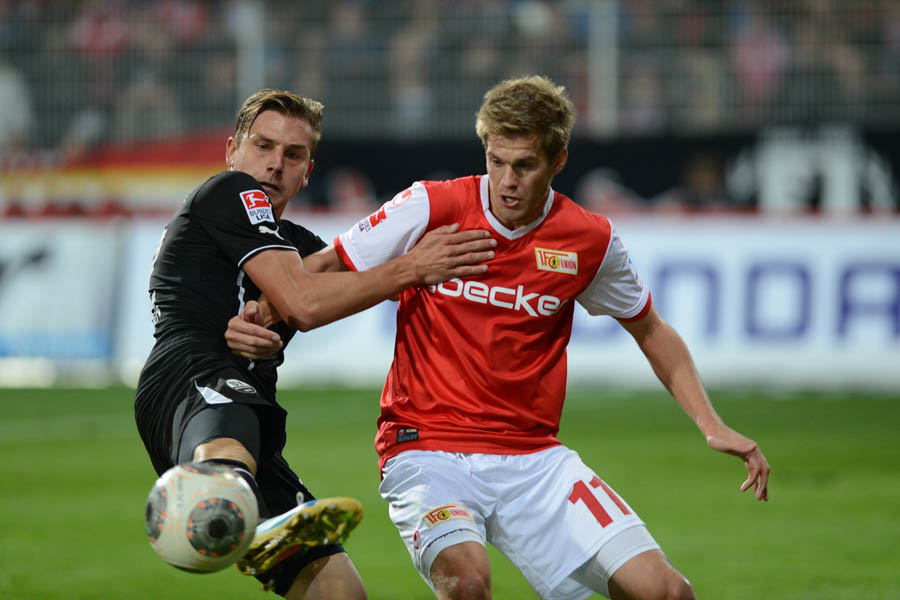
Terodde (r.) im Zweikampf mit Marco Thiede vom SV Sandhausen (2013)

Zur Saison 2011/12 wechselte der 23-Jährige zunächst auf Leihbasis zum Zweitligisten 1. FC Union Berlin. Nach überzeugender Saisonvorbereitung warf ihn eine Knieverletzung zurück. In seinem ersten Einsatz nach der Verletzungspause erzielte er am 10. Dezember 2011 im Heimspiel gegen den FSV Frankfurt sein erstes Zweitliga-Tor. Aufgrund seiner guten Leistungen in der Rückrunde mit 7 Toren in 15 Einsätzen entschloss sich der Verein für ein weiteres Engagement über das Saisonende hinaus und verpflichtete Terodde im April 2012 fest vom 1. FC Köln. Er unterschrieb einen Dreijahresvertrag bis zum 30. Juni 2015, der sowohl für die 1. als auch für die 2. Bundesliga galt. Insgesamt erzielte er in seiner ersten Saison für Union 8 Tore und war damit zusammen mit Silvio bester Torjäger seines Vereins.
In der folgenden Saison 2012/13 erzielte er für den Berliner Verein 10 Tore und war damit zusammen mit Torsten Mattuschka wieder bester Torschütze seines Teams.
In der Saison 2013/14 erzielte Terodde 5 Tore für seinen Verein und wurde nach dem anschließenden Trainerwechsel von Uwe Neuhaus zu Norbert Düwel nicht mehr berücksichtigt und durch Sebastian Polter in der Sturmposition ersetzt.

### Erstmals Zweitligatorschützenkönig in Bochum
Zur Saison 2014/15 wechselte Terodde zum Zweitligisten VfL Bochum. In jener Saison erzielte er 16 Tore und war damit zweitbester Torschütze der Liga, hinter Rouwen Hennings vom Karlsruher SC.
In der folgenden Spielzeit 2015/16 wurde Terodde mit 25 Toren Torschützenkönig der 2. Bundesliga.  Außerdem sorgte der Angreifer im Heimspiel gegen Eintracht Braunschweig für ein Novum von zwei verschossenen Elfmetern in einem Zweitliga-Spiel.

### Aufstiegsheld beim VfB Stuttgart

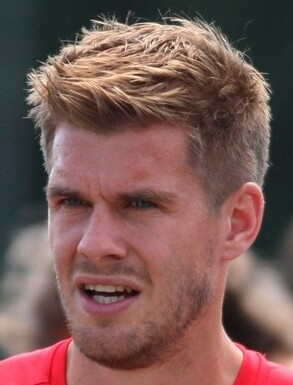
Terodde beim VfB Stuttgart

Zur Saison 2016/17 wechselte Terodde innerhalb der 2. Liga zum Bundesligaabsteiger VfB Stuttgart. In jener Spielzeit wurde er mit 25 Toren erneut Torschützenkönig und führte seinen neuen Klub zur Zweitligameisterschaft. Man lobte seine mannschaftsdienliche Spielweise. Nach dem Aufstieg unterzeichnete Terodde beim VfB einen bis 2019 datierten Vertrag mit der Option für eine Verlängerung bis 2020. Insgesamt kam er in der Hinrunde der Saison 2017/18 zu 15 Erstligaeinsätzen für die Stuttgarter, in denen er zwei Tore erzielte, war jedoch in den letzten Spielen nicht mehr Stammspieler.

### Rückkehr zum 1. FC Köln

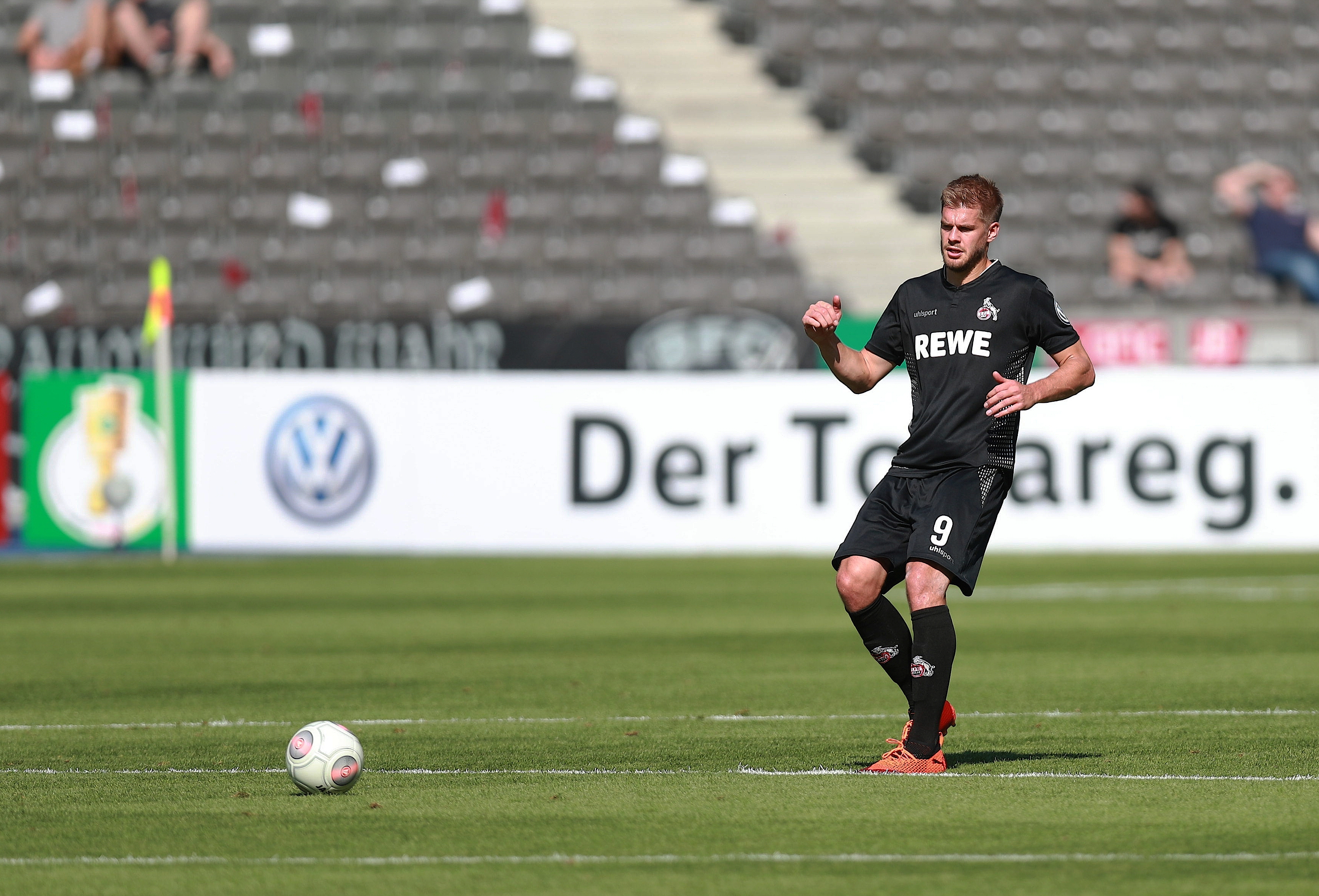
Simon Terodde im Trikot des 1. FC Köln (2018)

Zum 1. Januar 2018 kehrte Terodde zurück zum Bundesliga-Tabellenletzten 1. FC Köln und unterschrieb einen bis zum 30. Juni 2021 laufenden Vertrag. Terodde hatte in jener Saison 15 Einsätze für die Kölner (5 Tore) und stieg am Saisonende mit der Mannschaft in die 2. Bundesliga ab.
Mit seinem 112. Zweitligator (dem 4:1 gegen den FC St. Pauli am 21. Spieltag der Saison 2018/19) schoss sich Terodde auf Rang 10 der Rekordtorjägerliste der 2. Bundesliga. In der Saison 2018/19 wurde er mit 29 Saisontoren zum dritten Mal Torschützenkönig der 2. Bundesliga und zog damit mit Emanuel Günther (1978, 1980, 1984) gleich. Zudem hatte der Torjäger einen maßgeblichen Anteil an der Zweitligameisterschaft und dem direkten Wiederaufstieg der Kölner.
Nach dem Wiederaufstieg konnte der Stürmer in der Saison 2019/20 in der höchsten deutschen Spielklasse erneut nicht an seine Zweitligaleistungen anknüpfen und wurde häufiger als Einwechselspieler eingesetzt. Sowohl Achim Beierlorzer als auch dessen Nachfolger Markus Gisdol setzten im Angriff verstärkt auf Jhon Córdoba und, nach dessen Verpflichtung zur Rückrunde, den Leihspieler Mark Uth. Terodde kam auf 23 Bundesligaeinsätze (7-mal von Beginn), in denen er 3 Tore erzielte.

### Hamburger SV
Zur Saison 2020/21 kehrte der 32-jährige Terodde wieder in die 2. Bundesliga zurück und wechselte zum Hamburger SV, bei dem er einen Einjahresvertrag erhielt. Unter dem Cheftrainer Daniel Thioune, der zumeist mit einer Sturmspitze spielen ließ, war Terodde auf Anhieb unumstrittener Stammspieler. Mit zwei Doppelpacks in den ersten beiden Spielen löste er mit 122 Toren Sven Demandt (121) als Rekordtorschützen der eingleisigen 2. Bundesliga (seit 1981) ab. Der Torjäger kam in der Hinrunde in jedem Spiel stets in der Startelf zum Einsatz und führte den HSV mit 17 Toren zur Hinrundenmeisterschaft. Damit führte er die Torschützenliste mit 6 Toren Vorsprung an. In der Kicker-Rangliste der Hinrunde wurde Terodde als einziger Stürmer als Herausragend bewertet.
In der Rückrunde brachen die Leistungen des HSV ein. Die Mannschaft verspielte ihre Ausgangsposition und fiel drei Spieltage vor dem Saisonende auf den 4. Platz zurück, was zur Trennung von Thioune führte, für den Horst Hrubesch übernahm. Terodde, der ein Spiel aufgrund einer COVID-19-Infektion verpasste, erzielte in der Rückrunde lediglich 7 Tore. Mit 24 Toren in 33 Einsätzen (31-mal von Beginn) arbeitete er sich auf den 3. Platz der Ewigen Torschützenliste der 2. Bundesliga vor, wobei der Rekordhalter Dieter Schatzschneider nur noch 11 Tore entfernt war. In jener Saison musste sich der Stürmer jedoch hinter Serdar Dursun (27 Tore, SV Darmstadt 98) mit dem 2. Platz in der Torschützenliste begnügen. Der HSV wurde zum dritten Mal in Folge Vierter und verpasste somit erneut den Aufstieg in die Bundesliga.

### FC Schalke 04
Nach seinem Vertragsende beim HSV wechselte Terodde zur Saison 2021/22 zum Bundesliga-Absteiger FC Schalke 04, bei dem er einen Einjahresvertrag mit einer Option auf ein weiteres Jahr unterschrieb. Am 3. Oktober 2021 erzielte der 33-Jährige beim 3:0-Sieg gegen den FC Ingolstadt 04 am 9. Spieltag sein 11. Saisontor, womit er mit 153 Toren gemeinsam mit Dieter Schatzschneider zum Rekordtorschützen der 2. Bundesliga wurde. Nach vier torlosen Spielen wurde Terodde dann am 20. November 2021 mit dem Treffer beim 1:1 in Bremen zum alleinigen Rekordhalter. Anschließend fiel er aufgrund einer Muskelverletzung in der Wade bis zur Winterpause nach dem 18. Spieltag und somit für 4 Spiele aus. Der Kicker bewertete ihn in der Winterpause auf der Stürmerposition hinter Guido Burgstaller, Sven Michel, Luca Pfeiffer und Phillip Tietz als Herausragend. Im März 2022 verlängerte sich sein Vertrag nach seinem 25. Pflichtspieleinsatz automatisch um ein Jahr. Am Saisonende stieg Terodde mit Schalke als Meister in die Bundesliga auf und wurde mit 30 Treffern in 30 Einsätzen zum vierten Mal Torschützenkönig, womit er zum alleinigen Rekordhalter wurde.
In der Saison 2022/23 gehörte Terodde unter dem neuen Cheftrainer Frank Kramer und dessen Nachfolger Thomas Reis nicht mehr zum Stammpersonal. Die Schalker befanden sich über die gesamte Spielzeit im Abstiegskampf. Nach nur 9 Punkten in der Hinrunde belegten sie in der Rückrundentabelle den 8. Platz. Dennoch reichte dies in der Endabrechnung auf dem 17. Platz nicht zum Klassenerhalt, sodass der Verein wieder den Gang in die Zweitklassigkeit antreten musste. Terodde erzielte in 32 Spielen (21-mal in der Startelf) 5 Tore.
Bereits vor dem Saisonende und dem feststehenden Abstieg hatte Terodde erklärt, den Verein mit seinem Vertragsende zu verlassen. Kurz nach Saisonende unterschrieb der 35-Jährige jedoch einen neuen Vertrag bis zum 30. Juni 2026. Dabei sollte die sportliche Leitung nach jeder Saison neu entscheiden, ob Terodde weiter Teil des Profikaders bleibt oder den Verein in anderer Funktion unterstützt. Zur Saison 2023/24 wurde Terodde zum neuen Mannschaftskapitän der Schalker ernannt. Die Mannschaft verbrachte nahezu die gesamte Spielzeit im Abstiegskampf. Der Klassenerhalt konnte erst am 32. Spieltag erreicht werden. Anschließend kündigte der 36-Jährige sein Karriereende nach dem Saisonende an. Er beendete seine letzte Spielzeit schließlich mit 28 Zweitligaeinsätzen, in denen er 5 Tore erzielte.

## Sonstiges
Terodde ist seit 2024 als Experte bei Sky für die 2. Bundesliga aktiv.

## Erfolge und Auszeichnungen
Im Verein
- Deutscher Zweitligameister und Aufstieg in die Bundesliga (3): 2017 (VfB Stuttgart), 2019 (1. FC Köln), 2022 (FC Schalke 04)
- Aufstieg in die 2. Bundesliga: 2009 (Fortuna Düsseldorf)

Individuell
- Torschützenkönig
  - der 2. Bundesliga (4): 2016, 2017, 2019, 2022
  - der A-Junioren-Bundesliga West: 2007
- NRW-Fußballer des Jahres: 2021